# Узурпатор
Узурпатор произлиза от узурпация (usurpator, usurper, usurpation; лат.: usurpatio или usurpare).
Узурпацията e насилствено превземане на властта и изгонване на легитимния владетел чрез един узурпатор.
Отнемането на правото на управление на легитимния владетел, възкачвайки се на престола без легитимно право се нарича узурпация.
В късната древност за узурпатор се използва думата тиран (гръцки: týrannos, лат.: tyrannus).